# Pat Benatar
Pat Benatar (Nova York, 10 de gener de 1953) és una cantant estatunidenca.
Té molt d'èxit en la dècada del 1980 amb més de 30 milions d'àlbums venuts i assoleix quatre premis Grammy consecutius (de 1981 a 1984) per la millor actuació femenina de rock. La cantant situa 17 hits singles al top 40 dels charts americans entre els quals Love Is A Battlefield, We Belong, Heartbreaker i Hit Me With Your Best Shot. És també una de les artistes més difoses durant els primers anys de la cadena musical MTV.

## Biografia
Pat Benatar va néixer Patricia Mae Andrzejewski, d'una família d'origen polonesa pel seu pare i irlandesa per la seva mare. Creix a Long Island, Nova York. Amb divuit anys, es casa amb Dennis Benatar. Abandona ràpidament el seu ofici d'empleada de banca a Virginia per passar audicions a Nova York i es divorci abans de ser coneguda.
Caracteritzada per una veu poderosa que cobreix quatre octaves i inicialment formada a l'òpera, és descoberta l'any 1977 al cabaret novaiorquès Catch a Rising Star, en un concurs d'aficionats on fa sensació disfressada de vampir per Halloween.
El 1979, el seu primer disc In the Heat of the Night la propulsa al club dels artistes influents. L'àlbum és la setena venda de l'any als Estats Units. Heartbreaker, l'èxit que l'ha fet conèixer, queda avui com un dels seus hits més destacats.
Pat Benatar esdevé llavors una icona del rock dels anys 1980, encadenant un nombre impressionant d'èxits: set àlbums certificats platí (més d'un milió de discos venuts) i tres discos d'or als Estats Units. El seu rock sedueix ràpidament a l'escena internacional, sobretot a Europa, a Austràlia i al Japó. Les gires organitzades es fan a guixeta tancada i les vendes de discos són molt importants. L'àlbum Crim of Passion ven així més de vuit milions d'exemplars al món.
El període 1979-1989 és el més prolífic de la cantant. Per contra, els quatre àlbums realitzats durant els anys 1990 i 2000 tenen una audiència menor, ja que cap single no arriba al top 40 als Estats Units.
El seu últim autèntic èxit, All fired up el 1988, es classifica segon als hits parades a Austràlia i als Estats Units, vuitè al Canadà i al top 19 a la Gran Bretanya.
A l'àlbum True love (1991), resolent amb el seu estil musical habitual, Pat Benatar es mostra com a cantant de blues reprenent alguns estàndards americans. És acompanyada per una big band reputada, The Roomful of Blues, que toca un blues tipus  Chicago. L'àlbum té un cert èxit.
Ha realitzat nombroses compilacions: Best of (France, 1994), Greatest Hits (Capitol Records, 2005), The Ultimate Collection  (Estats Units, 2008).
Avui Pat Benatar reparteix la seva vida entre Malibu (Califòrnia) i Maui (Hawaii) amb Neil Giraldo, el seu marit, guitarrista i productor, i les seves dues filles Haley i Hana. Segueix donant regularment concerts a Amèrica del Nord i ha fet algunes aparicions com a guest star en sèries de televisió com Charmed, Dharma i Greg i Els Focs de l'amor.
Per honrar els seus nombrosos èxits i la seva llarga carrera, entra el 2008 a la prestigiosa Long Island Music Hall of Fame.

## Discografia
- 1978 : Pat Benatar signa amb Chrysalis Records.